# Paradorn Srichaphan
Paradorn Srichaphan, född 14 juni 1979 i Khon Kaen, Thailand, är en thailändsk högerhänt professionell tennisspelare.

## Tenniskarriären
Paradorn Srichaphan blev professionell ATP-spelare 1997. Han har till mars 2008 vunnit 5 singeltitlar på touren och rankades som bäst som nummer 9 (maj 2003). Han är därmed den hittills främste thailändska tennisspelaren genom tiderna. Han har inte vunnit någon tourtitel i dubbel och hans toppranking är nummer 79 (september 2003).
Sina singeltitlar vann Srichaphan 2001-2004 på hard-court (4 titlar) och gräs (1 titel). Han har finalbesegrat spelare som Juan Chela (Long Island 2002), Marcelo Rios (Stockholm Open 2002), James Blake (Long Island 2003) och Thomas Johansson (Nottingham, 2004).

## ATP-titlar
- Singel
  - 2002 - Long Island, Stockholm (Stockholm Open)
  - 2003 - Chennai, Long Island
  - 2004 - Nottingham

### Webbkällor
- Paradorn Srichaphan på Association of Tennis Professionals